# Гретцель, Михаэль
Михаэль Гретцель (род. 11 мая 1944, Дорфкемниц, Германия) — швейцарский учёный-химик немецкого происхождения, специалист в области фотохимии.

## Карьера
В 1968 году окончил Свободный университет Берлина, в 1971 году получил степень доктора философии по естествознанию в Берлинском техническом университете. В 1976 году получил степень доктора наук по физической химии. С 1977 года по настоящее время работает в Федеральном институте технологии Швейцарии в Лозанне, возглавляя лабораторию фотоники и межфазных границ.
Выступал в качестве постдокторанта, лектора, приглашенного профессора в берлинском Институте ядерных исследований имени Гана и Мейтнер, Свободном университете Берлина, Калифорнийском университете в Беркли, Нефтегазовом исследовательском фонде университета Нотр-Дам (США) и других образовательных и исследовательских центрах.
В 1991 году в журнале Nature была опубликована его прорывная работа о новом типе солнечных ячеек на основе мезоскопических оксидных полупроводниковых частиц с широкой запрещённой зоной, покрытых органическим красителем, прославивших имя профессора и получивших название ячеек Гретцеля.
Михаэль Гретцель – обладатель 10 почетных докторских степеней в университетах Азии и Европы: Дании, Голландии, Китая, Швеции, Сингапура, и других стран. Он лауреат десятков престижных научно-технологических наград, таких как Гран-при «Технология тысячелетия», медаль Фарадея британского Королевского общества, премии Гутенберга, Альберта Эйнштейна, и другие.
Он является членом Швейцарского химического общества, Общества им. Макса Планка и Германской академии наук (Леопольдина), а также почетным членом Израильского химического общества, Болгарской академии наук и британского Королевского химического общества и член Национальной Академии Инвесторов в Соединённых Штатах.
Участвовал в разработке ячейки Гретцеля (совместно с Brian O'Regan) и разработал способ применения наноматериалов при изготовлении литий-ионных аккумуляторов.

## Научные достижения
Михаэль Гретцель – один из разработчиков так называемой ячейки Гретцеля, работающей на принципах, схожих с биохимическим процессом фотосинтеза, с помощью которого растения преобразуют энергию света в сахара. Изобретение, над которым работал ученый с 70-х годов прошлого века, представляет выгодную альтернативу дорогим и сложным технологиям фотогальванических батарей, создаваемых на основе кремния (в частности, в последних требуется дорогостоящий кремний высокой степени очистки). По сравнению с кремниевыми батареями ячейки Гретцеля относительно простые в устройстве и выполнены из недорогих материалов.
В основу первых ячеек Гретцеля, открытых в 1991 году, положен пористый слой наночастиц оксида титана, покрытых органическим красителем. Электроны с органического красителя, способного эффективно поглощать солнечный свет, перетекают на проводящий электрод из диоксида титана, создавая электрический поток.
В производство такие ячейки начали поступать лишь в 2009 году. На первом этапе они обладали низкими показателями эффективности 3-8% и низкой стабильностью из-за наличия нестабильного жидкого электролита и органического красителя в составе ячеек. К 2012 их эффективность удалось повысить до 11,9 %.
Более 20 лет исследователи во главе с Гретцелем работали над тем, чтобы повысить эффективность солнечных ячеек Гретцеля и упростить технологию их производства. В 2009 году ученым из Японии удалось совершить прорыв и перейти от органического красителя в составе ячеек к гибридным органо-неорганическим перовскитным материалам, а в 2012 – заменить жидкий электролит твердым органическим полупроводником. Возникший при этом новый класс устройств – так называемые «перовскитные солнечные ячейки» – в настоящий момент относится к числу наиболее интенсивно исследуемых материалов в мире, а их эффективность сегодня превышает 22%. Лаборатории Михаэля Гретцеля принадлежат несколько мировых рекордов эффективности перовскитных солнечных батарей.
Ученый – автор более 1300 публикаций, двух монографий, обладатель более 50 патентов. Он входит в тройку наиболее цитируемых в мире ученых-химиков.

## Награды и отличия
- Медаль Фарадея по электрохимии от Королевского химического общества (2001)
- Премия Харви (2007)
- Премия Бальцана (2009)
- Технология тысячелетия (2010)
- Эйнштейновский профессор Китайской АН (2011)[4]
- Золотая медаль Пауля Каррера[англ.] (2011)
- Медаль Вильгельма Экснера (2011)
- Эрстедовская лекция (2012)
- Премия Альберта Эйнштейна (2012)[5]
- Leonardo da Vinci Award, European Academy of Sciences[англ.] (2013)
- Премия за инновации в области альтернативных видов топлива для транспорта (2014)
- Международная премия короля Фейсала (2015)
- Премия Парацельса[нем.] (2016)
- Премия столетия (2016)
- Глобальная энергия (2017)[6]
- RUSNANOPRIZE (2017)
- August-Wilhelm-von-Hofmann-Denkmünze[нем.] (2018)
- Theodor-Förster-Gedächtnisvorlesung[нем.] (2018)
- BBVA Foundation Frontiers of Knowledge Award (2020)

## Интересные факты
Батареи на основе ячеек Гретцеля более удобны с потребительской точки зрения, чем кремниевые фотоэлементы – их можно делать гибкими, а также выполнять в различных цветовых решениях. Это удобно для использования и выработки электроэнергии, к примеру, в различных конструктивных элементах зданий.
Можно создавать структурно прозрачные ячейки, способные вырабатывать электроэнергию на различных диапазонах частот светового потока, вплоть до инфракрасного. Это означает, в частности, возможность встраивания таких элементов, к примеру, в оконные стекла, достигая двойного эффекта с охлаждением помещений и попутной электрогенерацией.